# 朝陽站 (日本)

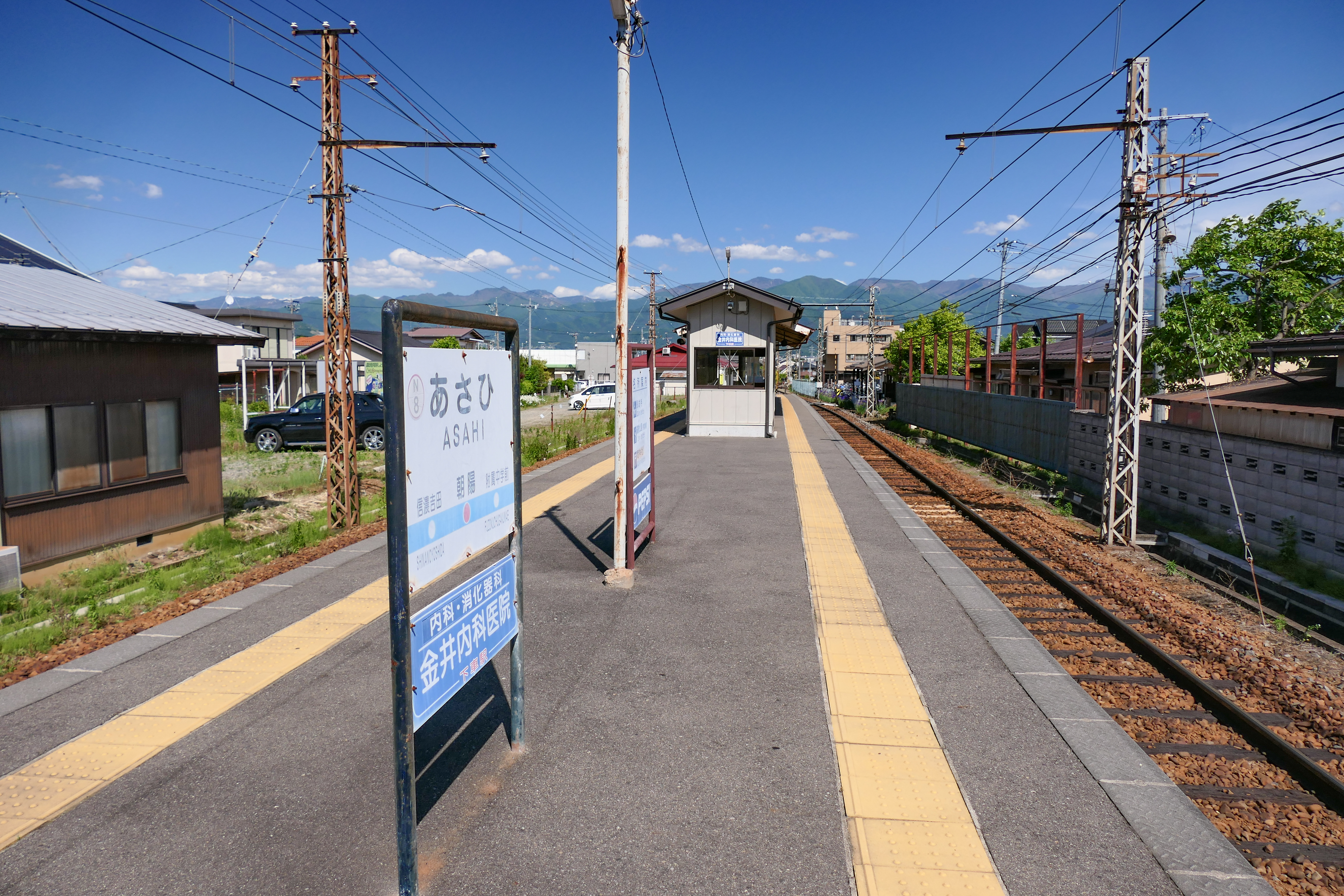
月台（2022年5月）

朝陽站（日语：／ Asahi eki */?）是一個位於長野縣長野市大字南堀的長野電鐵長野線的鐵路車站。車站編號為N9。
只限普通列車停靠。

## 相鄰車站
長野電鐵
■長野線
■A特急
通過
■B特急
信濃吉田（N7）－朝陽（N8）－須坂（N13）
■普通
信濃吉田（N7）－朝陽（N8）－附屬中學前（N9）